# Artjom Fidler
Artjom Fidler (Sverdlovsk, 14 juli 1983) is een Russisch profvoetballer die als middenvelder speelt.
Fidler begon na zijn dienstplicht bij FK Oeral waarmee hij vijf seizoenen in de Pervy divizion speelde. Vervolgens speelde hij drie seizoenen in de Premjer-Liga bij FK Koeban Krasnodar. Sinds 2014 speelt Fidler wederom voor FK Oeral dat in 2013 ook naar het hoogste niveau gepromoveerd was. Bij die club werd hij aanvoerder en verloor hij in 2017 de finale om de Russische voetbalbeker.